# Mil·lenni X aC
El mil·lenni X aC és un període de la prehistòria que comprèn els anys inclosos entre el 10000 aC i el 9001 aC.

## Esdeveniments
- Al voltant del 10000 aC
  - Comença l'era Jōmon al Japó.
  - Primeres pintures en coves del període Mesolític, amb escenes religioses, de caça i de guerres.
  - Es domestica la carbassa[1] i s'empra com a recipient per a aigua i aliments.
- 9700 aC: inici de l'estatge faunístic grenlandià.
- Al voltant del 9700 aC
  - Al Canadà es torna a crear el llac Agassiz (actualment desaparegut), més gran que la mar Càspia.
- Al voltant del 9600 aC 
  - Fi del període de glaciació Dryas recent - límit entre el Plistocè i l'Holocè i tradicionalment el límit entre el Paleolític i Mesolític.
  - A la costa de la mar Càspia (Àsia) s'empren coves per a habitació humana.
  - A la península Ibèrica, França, Suïssa, Bèlgica i Escòcia es desenvolupa la cultura aziliana (dels palets pintats).
  - A França es desenvolupa la cultura magdaleniana i es creen pintures rupestres en coves.
  - A Solutré (França) comença la cacera de cavalls salvatges.
  - A Egipte apareixen les falçs (sickle blades) i els morters per a cereals; els pobladors cacen, pesquen i recol·lecten emprant eines de pedra.
  - A Iraq existeixen tres o més grups lingüístics, inclosos els sumeris i els pobles semítics, que podrien compartir una forma de vida i de política; els pobladors recol·lecten blat salvatge i civada.
  - A Pèrsia aprenen a domesticar la cabra.
  - Al Sàhara succeeix el període Bubalus, el primer de les pintures d'art rupestre del Sàhara.
- Al voltant del 9500 aC
  - A Göblekli Tepe comença la primera fase d'edificació d'un grup de temples que encara sobreviuen i són considerats els més antics del món.[2]
  - A Turquia hi ha evidències de collites -no necessàriament cultius- de cereals salvatges.
- 9564 aC
  - Suposadament, al bell mig de l'oceà Atlàntic es destrueix i s'enfonsa el continent Atlàntida, segons afirmacions d'Helena Blavatski.
- Al voltant del 9300 aC
  - A la vall del riu Jordà es cultiven figues.
- Abans del 9000 aC - primeres estructures de pedra de Jericó.[3]

## Invents, descobriments, introduccions
- Cervesa
- Domesticació del gos
- Extensió de l'agricultura